# دودلي هيرشباك
دودلي هيرشباك (بالإنجليزية: Dudley Robert Herschbach)‏ هو كيميائي أمريكي ولد في سان هوزيه في 18 يونيو 1932.
تحصل دودلي على بكالوريوس علوم في الرياضيات سنة 1954 ومن ثم ماجستير كيمياء من جامعة ستانفورد في سنة 1955. تحصل كذلك على ماجستير في الفيزياء سنة 195 وبعد ذلك دكتوراة في الكيمياء والفيزياء من جامعة هارفرد وأصبح بروفسورا فيها. في سنة 2005 أصبح بوفسورا في جامعة تكساس.
تحصل سنة 1986 على جائزة نوبل في الكيمياء.
وقع عريضة مع عدة أشخاص حائزين على جائزة نوبل تدعو إلى تقوم هيئة حقوق الطفل تابعة للأمم المتحدة بزيارة طفل في الإقامة الجبرية منذ سنة 1995 يعتبر بانشن لاما الحادي عشر من قبل الدلاي لاما الرابع عشر.

## روابط خارجية
- دودلي هيرشباك على موقع الموسوعة البريطانية (الإنجليزية)
- دودلي هيرشباك على موقع مونزينجر (الألمانية)
- دودلي هيرشباك على موقع إن إن دي بي (الإنجليزية)